# La Primavera (Jalisco)
La Primavera es una localidad del estado mexicano de Jalisco. Es parte del municipio de Zapopan.

## Demografía
| Gráfica de evolución demográfica |
|                                  |

| Censo | Población |
| ----- | --------- |
| 1950  | 18        |
| 1960  | 11        |
| 1970  | 330       |
| 1980  | 563       |
| 1990  | 951       |
| 2000  | 1 745     |
| 2010  | 2 310     |
| 2020  | 2 384     |